# DR放送交響楽団
DR放送交響楽団（デンマーク語: DR Symfoniorkestret、英語: Danish National Symphony Orchestra）は、デンマークの首都コペンハーゲンに本拠を置く、デンマーク放送協会（DR）専属のオーケストラ（放送管弦楽団）。デンマーク放送交響楽団、デンマーク国立交響楽団として知られる。本拠地はDRコンサートホール。

## 概要
1925年に設立された世界で最も古い放送局付のオーケストラ。
1930年代からニコライ・マルコ、フリッツ・ブッシュが客演を続けたことでオケの水準を上げた。

ゲーゼやニールセンなど北欧作品はもちろん、放送オケとして様々な演目をこなしている。

## 歴代首席指揮者
- ヘルベルト・ブロムシュテット（1967-1977年）
- ランベルト・ガルデルリ（1986-1988年）
- レイフ・セーゲルスタム（1988-1995年）
- ウルフ・シルマー（1995-1998年）
- ゲルト・アルブレヒト（2000-2004年）
- トーマス・ダウスゴー（2004-2011年）
- ラファエル・フリューベック・デ・ブルゴス（2012-2014年）
- ファビオ・ルイージ（2017年- ）[5]

## 主要な録音
主なレコーディングは、様々な指揮者でシャンドス・レーベルにあるほか、ブロムシュテット指揮でニールセン作品集やグリーグ『ペール・ギュント』、セーゲルスタム指揮でマーラー交響曲全集などがある。

## ギャラリー

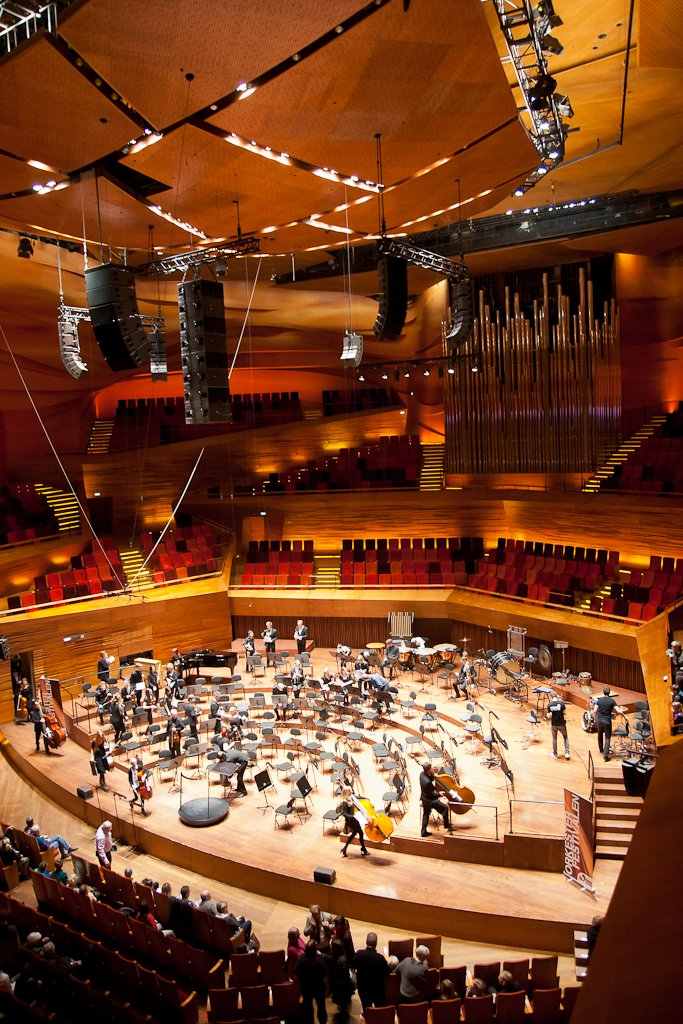
本拠地のDRコンサートホール内観
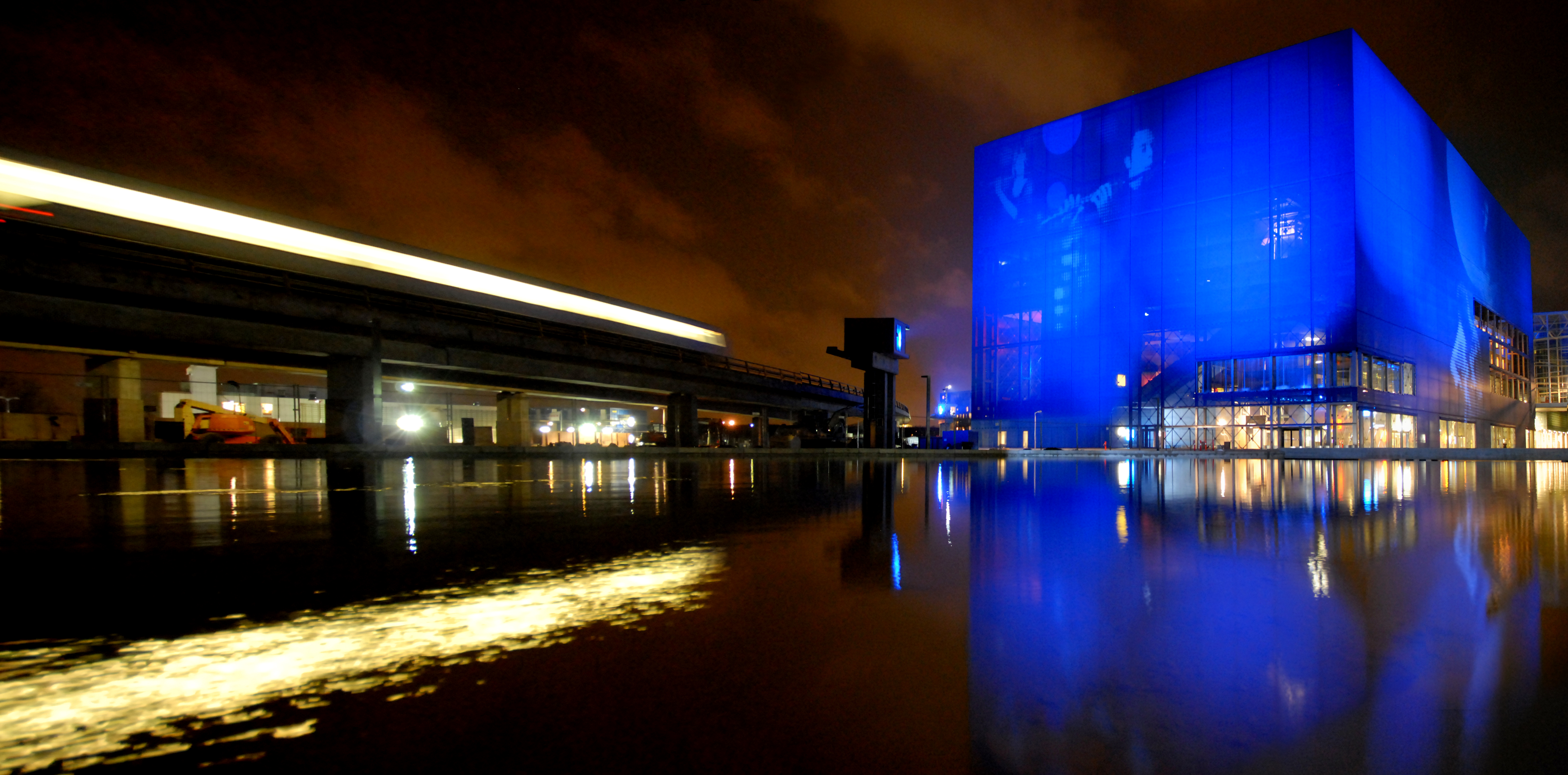
夜のDRコンサートホール外観